# Anders Lund
Pour les articles homonymes, voir Lund.
Anders Lund, né le 14 février 1985 à Copenhague, est un coureur cycliste danois professionnel de 2007 à 2013. Depuis 2016, il exerce les fonctions de sélectionneur au Danemark.

## Biographie
Débutant au Ordrup Cycle Club, au nord de Copenhague, Anders Lund se distingue en devenant vice-champion du Danemark juniors en 2002, avant de remporter le titre l'année suivante. Ce titre lui permet de participer aux Championnats du monde juniors, où il obtient la médaille d'argent, devancé par le Néerlandais Kai Reus. 
À partir de 2004, il court pour le Team PH, qui devient l'année suivante le Team GLS, et où il côtoie notamment Matti Breschel et Chris Anker Sørensen. Dès sa première saison chez les espoirs, il termine deuxième du Circuit des Ardennes derrière Florian Morizot, non sans avoir remporté la 2e étape, puis à nouveau deuxième de Liège-Bastogne-Liège espoirs quelques semaines plus tard, derrière son coéquipier Martin Pedersen. En juillet, il obtient une nouvelle deuxième place, aux Championnats d'Europe espoirs, où il remporte le sprint du peloton derrière le vainqueur, František Raboň. 
En 2007, Lund rejoint l'équipe ProTour danoise CSC. Son directeur sportif, Bjarne Riis, lui prédit « une grande carrière ». Pour sa première saison, il termine 6e du GP Herning, puis se trouve dans l'échappée victorieuse lors de la 6e étape de l'Eneco Tour, mais termine troisième. Pour sa deuxième saison, il participe pour la première fois au Tour d'Italie. Malgré des résultats en demi-teinte, Riis garde confiance dans le talent et l'expérience accumulée par Lund, et ce dernier voit son contrat renouvelé à la fin de la saison 2008. En septembre 2013, Lund qui a passé la majeure partie de sa carrière comme équipier, annonce la fin de sa carrière professionnelle, à 28 ans. Il annonce reprendre ses études universitaires. Il n'a remporté aucune victoire au cours de ses années professionnelles.
Depuis 2016, il est le sélectionneur de l'équipe du Danemark espoirs, avec qui, il a notamment remporté un titre mondial (Mikkel Bjerg), deux titres européens (Casper Pedersen et Kasper Asgreen) et la Coupe des Nations espoirs dès sa deuxième année, en 2017. En 2017, il devient également sélectionneur de l'équipe élite.

## Palmarès
- 2002
  - 2e du championnat du Danemark sur route juniors
- 2003
  -  Champion du Danemark sur route juniors
  -  Champion du Danemark du contre-la-montre par équipes juniors
  - 1re étape du Keizer der Juniores
  - 1re étape du Grand Prix Rüebliland
  -  Médaillé d'argent au championnat du monde sur route juniors
  - 2e du Keizer der Juniores
  - 2e du Grand Prix Rüebliland
- 2004
  - 1re et 5e étapes du Circuit des Ardennes
  - 1re étape de la Dan Bolig Cup
  - 2e du Circuit des Ardennes
  - 2e du championnat du Danemark sur route espoirs
- 2005
  - 2e étape du Circuit des Ardennes
  - 2e du Circuit des Ardennes
  - 2e de Liège-Bastogne-Liège espoirs
  -  Médaillé d'argent au championnat d'Europe sur route espoirs
  - 3e du championnat du Danemark sur route espoirs
- 2006
  - 5e du Tour des Flandres espoirs
- 2010
  - 3e du championnat du Danemark sur route

## Résultats sur les grands tours

### Tour de France
1 participation
- 2012 : 127e

### Tour d'Italie
4 participations
- 2008 : 102e
- 2009 : 155e
- 2010 : 64e
- 2012 : 112e

### Tour d'Espagne
1 participation
- 2010 : 48e